# Liechtenstein na Zimowych Igrzyskach Olimpijskich 1960
Liechtenstein na Zimowych Igrzyskach Olimpijskich 1960 reprezentowało trzech zawodników. W reprezentacji Liechtensteinu znaleźli się sami mężczyźni. Wystartowali oni w konkurencjach alpejskich.

## Kadra

### Narciarstwo alpejskie

#### Mężczyźni
| Zawodnik       | Konkurencja | Konkurencja | Konkurencja   | Konkurencja   | Konkurencja         | Konkurencja              | Konkurencja              | Konkurencja              |
| Zawodnik       | Zjazd       | Zjazd       | Slalom gigant | Slalom gigant | Slalom specjalny    | Slalom specjalny         | Slalom specjalny         | Slalom specjalny         |
| Zawodnik       | Czas        | Pozycja     | Czas          | Pozycje       | Czas 1-go przejazdu | Czas 2-go przejazdu      | Czas łączny              | Pozycja                  |
| -------------- | ----------- | ----------- | ------------- | ------------- | ------------------- | ------------------------ | ------------------------ | ------------------------ |
| Adolf Fehr     | 2:27,4      | 41.         | 2:13.3        | 43.           | Dyskwalifikacja     | Nie ukończył konkurencji | Nie ukończył konkurencji | Nie ukończył konkurencji |
| Hermann Kindle | 2:29,4      | 49.         | 2:11,7        | 40.           | 1:28,7              | 1:17,0                   | 2:45,7                   | 27.                      |
| Silvan Kindle  | 2:29,4      | 49.         | 2:08,9        | 39.           | 1:19,3              | 1:11,4                   | 2:30,7                   | 21.                      |